# Аквавиве (Мачерата)
Аквавиве (итал. Acquavive) насеље је у Италији у округу Мачерата, региону Марке.
Према процени из 2011. у насељу је живело 24 становника. Насеље се налази на надморској висини од 150 м.